# Against the Ropes
Against the Ropes is een Amerikaans/Duitse dramafilm uit 2004, geregisseerd door Charles S. Dutton en geschreven door Cheryl Edwards. De hoofdrollen worden vertolkt door Meg Ryan, Omar Epps en Charles S. Dutton.

## Verhaal
Dit is een waargebeurd verhaal over Jackie Kallen, een Joodse vrouw uit Detroit die een succesvolle bokspromotor werd. De film gaat vooral over de relatie tussen Jackie en Luther Shaw, een van de boksers wiens carrière ze begeleidt.

## Rolbezetting
- Meg Ryan - Jackie Kallen
- Omar Epps - Luther Shaw
- Charles S. Dutton - Felix Reynolds
- Tony Shalhoub - Sam LaRocca
- Timothy Daly - Gavin Reese
- Joseph Cortese - Abel
- Kerry Washington - Renee
- Sean Bell - Ray Kallen
- Dean McDermott - Pete Kallen
- Skye McCole Bartusiak - Kleine Jackie
- Juan Hernandez - Pedro Hernandez
- Holt McCallany - Dorsett
- Tory Kittles - Devon Green
- Gene Mack - Kevin Keyes
- Beau Starr - Corcoran
- Jared Durand - Jonge Crisco
- Diego Fuentes - Auto Verkoper
- Angelo Tucci - Rex
- Reg Dreger - Lonnie
- Arturo Fresolone - Hernandez' Manager
- James Jardine - Ring Omroeper
- Big Daddy Wayne - Stormy
- Merwin Mondesir - Street Crony
- Doug Lennox - Ton Man
- Hayley Verlyn - Schoonheid met LaRocca
- Moses Nyarko - Mouketendi
- Aidan Devine - Crisco
- Joel Harris - Mathias
- Michael Rhoades - Mathias' Manager
- Bruce Gooch - Winkelbediende
- Arnold Pinnock - Zwaargewicht
- Neven Pajkic - Zwaargewicht
- Adrianne Keshock - Janey
- Dov Tiefenbach - Organische Bediende
- Jackie Kallen - Vrouwelijke Verslaggever
- Mike Kraft - Jacobs
- John Christopher Terry - USA Today Verslaggever
- Tamara Hickey - Megan de Verslaggever
- Karen Robinson - Kimberly Insurance
- Noah Danby - LaRocca Handlanger
- Rocky Zolnierczyk - Scheidsrechter
- Tracy Waterhouse - Receptionist
- Michael Buffer - Ring Omroeper
- Neil Crone - HBO Commentator
- Ray Marsh - Scheidsrechter
- Jeff Ironi - Beveiliging Bewaker